# Helsingborgs hamn

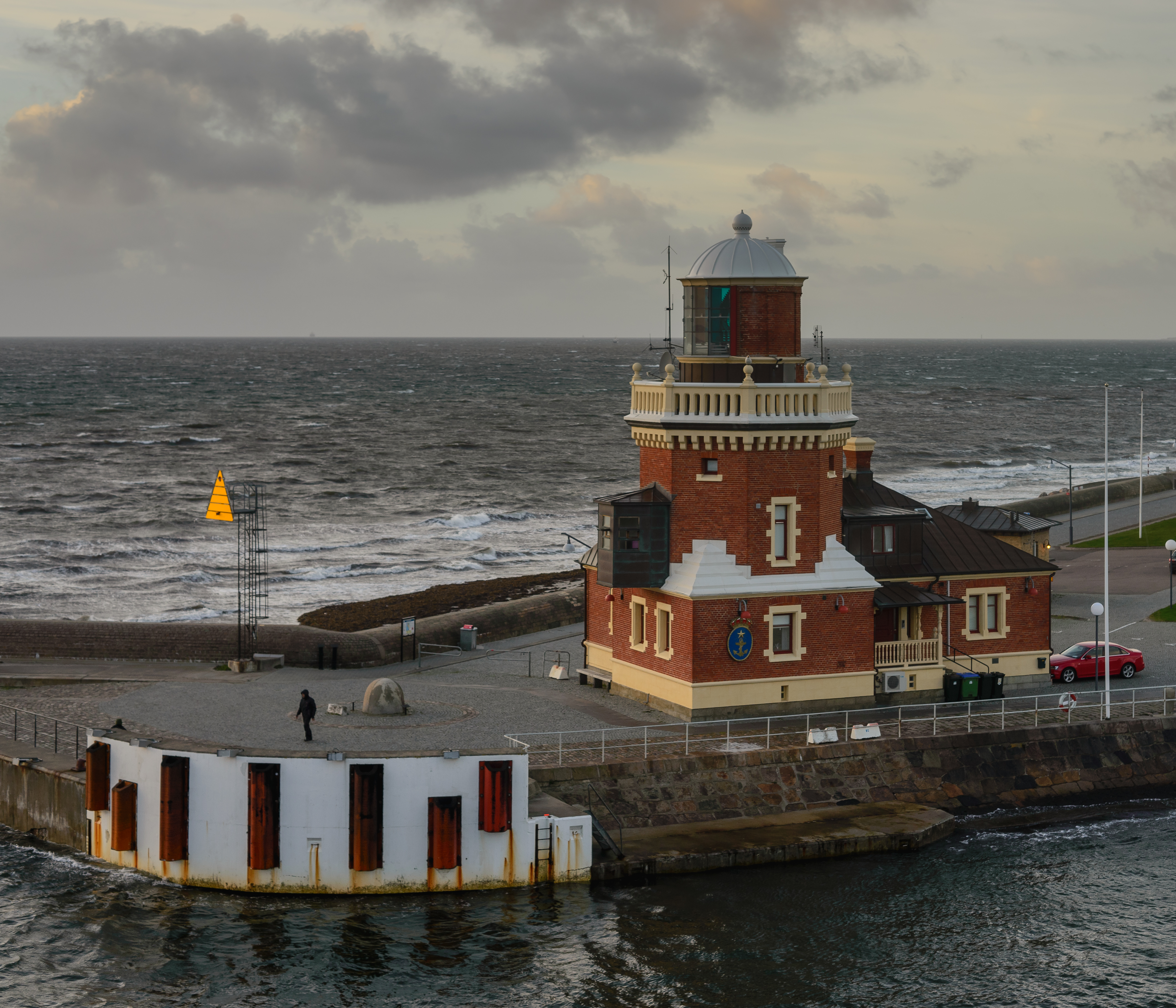
Helsingborgs fyr och lotshus.

Helsingborgs hamn är belägen längs en stor del av Helsingborgs Öresundskust, från Norra hamnen strax norr om centrum till Bulkhamnen vid Högasten. Hamnen, som ligger uteslutande på utfyllnadsmark i sundet, är Sveriges sjätte största hamn baserat på godsmängd, och den näst största containerhamnen, efter Göteborgs hamn.

## Hamnar
Helsingborgs hamn består av flera olika hamnar med tillhörande bassänger och terminaler.

### Nordhamnen
Nordhamnen är samlingsnamnet på hela hamnområdet närmast Helsingborgs centrum. Den består av fyra olika hamnbassänger och fem namngivna hamnar. Från Nordhamnen avgår alla färjor till Helsingør: Sundsbussarna från Inre hamnen, Scandlines och HH-ferries från färjeterminalen på Helsingborgs centralstation.

#### Norra hamnen och Cityhamnen
Huvudartikel: Norra hamnen

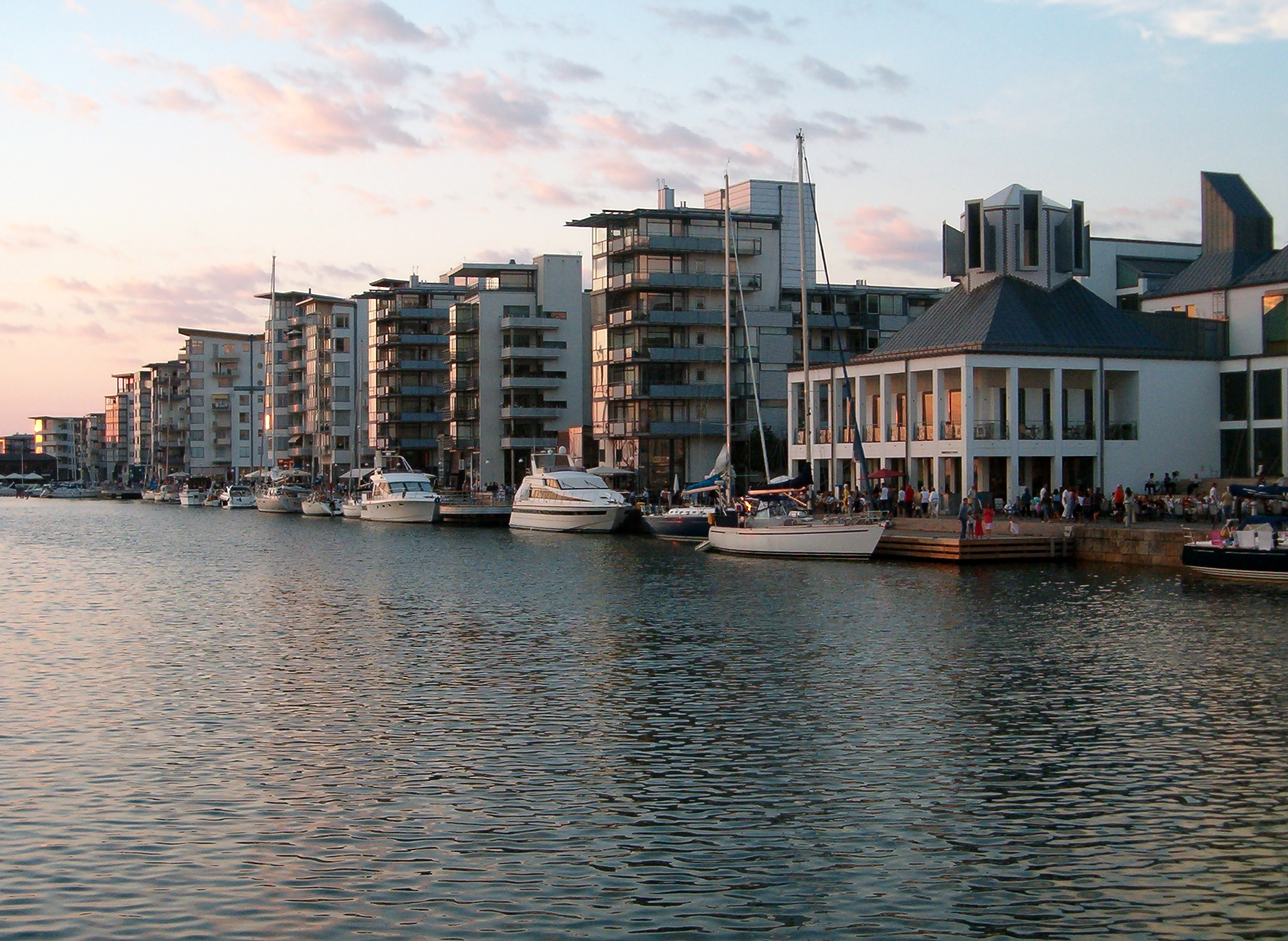
Norra hamnen i solnedgång.

Den gamla Norra hamnen från 1891 är numera indelad i två separata hamnar genom Kvickbron, som löper från hamnens ena kaj över till Parapeten. Indelningen av hamnen kom till när hamnområdet byggdes om till ett bostadsområde i anknytning till bomässan H99. Det som numera kallas Norra hamnen utgörs till största delen av en marina, driven av Helsingborgs Yacht Club. De västra delarna, mot Parapeten, består av båtplatser för klubbens medlemmar, medan den östra sidan, som ligger mot kajen och bostadsområdet, hyrs ut för mer kortvariga vistelser. Totalt har marinan över 100 gästplatser. I hamnens nordligaste delar ligger båtplatser för ett antal fiskebåtar, och härifrån avgår också båtturer för fiske i Öresund. Här bedrivs även båtförsäljning och båtuthyrning. Hamninloppet är beläget i en öppning i Parapetens norra del, som tillkom i och med omvandlingen till marina.
Cityhamnen heter den allra sydligaste delen av Norra hamnen, söder om Kvickbron. Vid Parapeten ligger här kajplatser för Kustbevakningens fartyg, Sjöfartsverkets lotsbåtar och bogserbåtar från Helsingborg Bogser AB. Den östra sidan kallas Helsingörskajen och är omgjord till att hysa mindre kryssningsfartyg, och är officiell gästhamn. Länge låg här till exempel en äldre sovjetisk ubåt, U194, av Whiskey-klass (samma klass som den grundstötta U 137), och då svenska flottans nya fartyg HMS Helsingborg gjorde sitt besök i staden lade det till vid denna kaj.

#### Inre hamnen

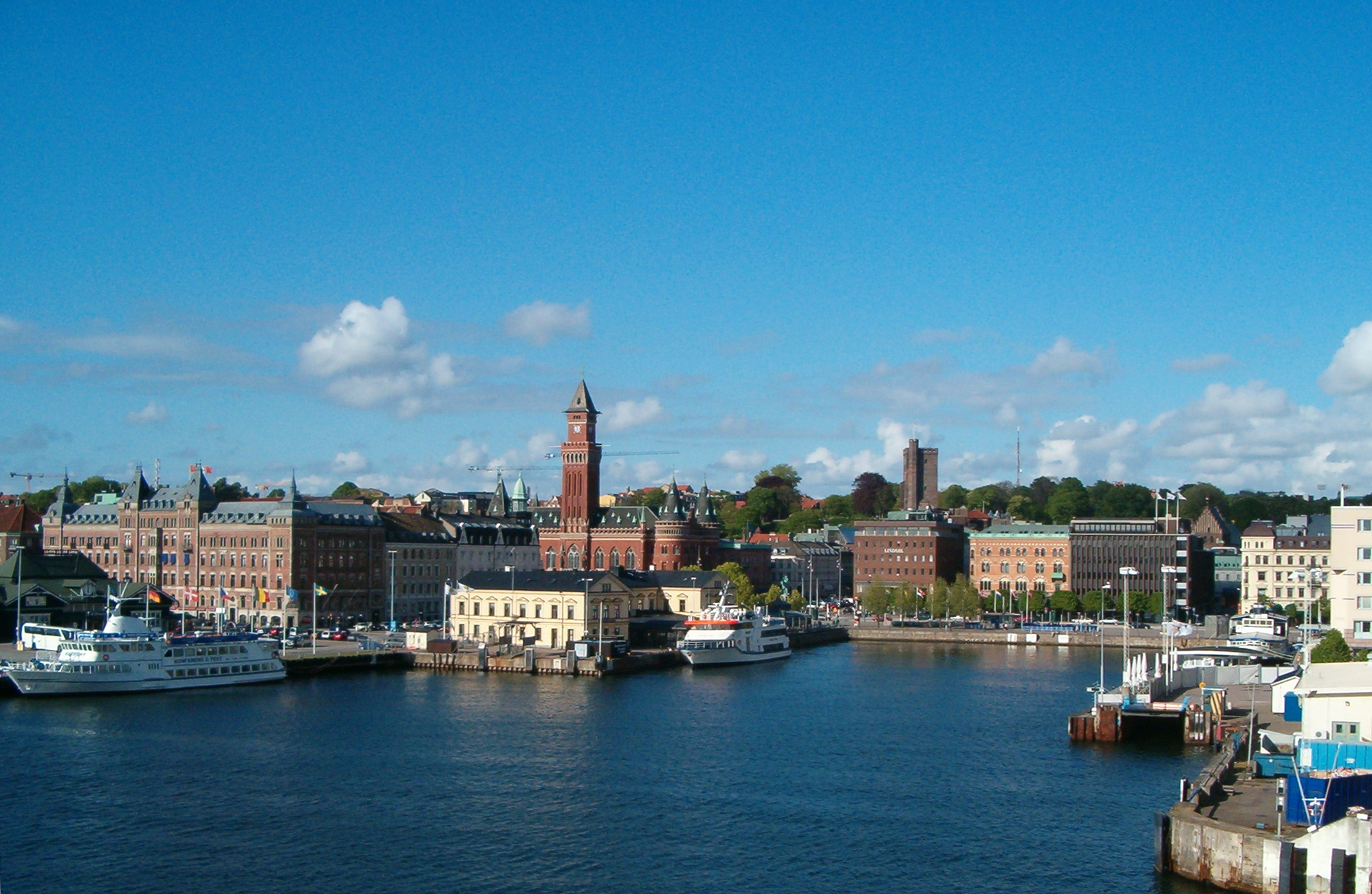
Inre hamnen, sedd från en Scandlinesfärja.

Inre hamnen är den äldsta hamnen i staden och ligger då följaktligen närmast den ursprungliga strandlinjen och stadens centrum. Dimensionerna är praktiskt taget de samma som den gamla hamnen från 1867. Hamnen har en mycket central placering och ligger vid Kungstorget, endast några tiotal meter från en av stadens största huvudgator, Järnvägsgatan, och i norr avgränsas hamnen av Hamntorget. I anknytning till vattnet ligger ett antal populära restauranger, Hamnkrogen och Kungstrappan, samt två restaurangbåtar, S/S Swea i hamnens södra del, och M/S Harmony vid Köpenhamnskajen i norr. Från hamnens norra sida avgår Sundsbussarnas färjor från terminalen i gamla tullhuset till Helsingør.

#### Södra hamnen
Södra hamnen är en av de mest aktiva delarna av Helsingborgs Hamnar. Rederiet Forsea bedriver 15-minuterstrafik över sundet mellan städerna Helsingborg och Helsingör. Detta gör linjen till en av de mest tättrafikerade linjerna i världen, sett mellan två destinationer. I Södra Hamnen låg tidigare Fartygsmekano som bedrev varvsindustri, men här finns numera Oceanhamnen, som är ett nybyggt bostadsområde där gamla varvsdockor låg. De gamla magasin som låg här tidigare är rivna. Det utreds också om en nergrävning av den södergående järnvägen från Helsingborgs centralstation, ett projekt kallat Södertunneln. Hela projektet kallas för H+.

#### Oceanhamnen
Oceanhamnen ingår sedan den 1 januari 2010 inte längre som en del av Helsingborgs Hamn AB. Helsingborgs Stads Mark- och Exploateringsenhet (MEX) ansvarar för förvaltningen av området.
Oceanhamnen är belägen väster om Södra hamnen vars tre västliga olika kajer går under benämningen Sundsterminalen. Härifrån avgick under 1980- och 1990-talen DFDS Seaways färjor till Oslo och Köpenhamn, men dessa lägger inte längre till i Helsingborg, enligt DFDS på grund av höga hamnavgifter. På 1960- och första halvan av 1970-talet seglade istället TL, Trave Line härifrån, på rutten Helsingborg - Köpenhamn Tuborg - Travemünde. TL var en del av koncernen LB (Linjebuss)/SL (Skandinavisk Linjetrafik)/TL-färjorna. I Sundsterminalens byggnad ligger Helsingborgs hamn AB:s trafikcentral. HH-ferries färjor till Helsingør avgick från Sundsterminalen, men denna trafik flyttades den 30 december 2010 till Södra Hamnen. Från den 30 december 2010 avgår både Scandlines och HH-Ferries från samma terminal och samtrafikerar linjen mellan Helsingborg och Helsingör.
Numera består Oceanhamnen bara av förfallna byggnader. Miljön är mycket omtyckt av ungdomar och det hålls även konserter där. Till exempel hölls ett evenemang där 2012 där bland andra Bob Hund spelade. Helsingborgs kommun planerar att renovera området vilket gillas av många ungdomar.

### Västhamnen
Västhamnen är den yngsta av Helsingborg hamnar och stod färdig 1985. Den består av två bassänger med 9 respektive 13 meters djup, den djupaste kan hantera fartyg upp till panamaxstorlek och används främst för hantering av enhetsgods. Utanför de inre bassängerna ligger en större bassäng med en diameter på 300 meter. Hamnens bassänger hanterar till största delen containrar och har sammanlagt tre ramper för hantering av RoRoRo-trafik. Det finns tre spårbundna och en mobil containerkran. I anknytning till hamnen ligger Västhamnsterminalen med en yta av 190 000 m², som till största delen används för att lagra containrar. Det finns även ett magasin på 6 000 m² för inomhuslagring. Invid Västhamnsterminalen ligger en kombiterminal på 40 000 m², där containrar lyfts till och från tågvagnar för vidare transport.
Strax intill Västhamnen ligger Öresundskrafts kraftvärmeverk Västhamnsverket, och i anknytning till detta ett stort magasin för kol- och träfiberpellets, som eldas i kraftvärmeverket. Pelletsen lastas av från Västhamnen. Det stora orangea, sadeltaksformade pelletslagret har en mycket dominerande karaktär, beläget precis vid vattenlinjen, och mycket synligt för resenärer med färjorna mellan Helsingborg och Helsingør. Detta har gjort att man velat omforma dess fasader så att byggnaden skapar en slags entré till Helsingborg och därför utlystes det 2005 en arkitekttävling för omgestaltning av fasaderna. Vinnare blev Anders Wilhelmson med sitt förslag "Reflektion", där byggnadens fasad mot vattnet omvandlas till en jättelik spegel med måtten 185 x 27 meter bestående av 2 500 mindre akrylspeglar, som är tänkt att reflektera ner himlen till marknivå.
Strax bredvid finns Helsingborgs reningsverk Öresundsverket, som togs i drift 1974. Omkring 130 000 personer samt en mängd större och mindre industrier är anslutna till reningsverket, som tar emot 70 000 kubikmeter vatten varje dygn. Verket är ett av Sveriges största som enbart drivs med biologisk fosforavskiljning, det vill säga inga kemikalier tillsätts för att rena vattnet från fosfor.

### Sydhamnen
Den mest mångsidiga av Helsingborgs hamnar är Sydhamnen. Här finns flera terminaler för olika slags gods. En terminal avsedd för hantering av olja, med tre kajer för tankfartyg, och en för hantering av spannmål. I den senare driver Svenska lantmännen siloanläggningen, vars lagringskapacitet på 250 000 ton är den största i norra Europa. Här finns även Skåneterminalen, som hanterar styckegods, RoRo-trafik och projektlaster. Skåneterminalen lagrar även metaller på uppdrag av metallbörsen i London, bland annat aluminium, koppar och bly. I anknytning till hamnen finns ett antal temperaturreglerade magasin för förvaring av frukt och grönsaker. Från våren 2008 har Skåneterminalen även kapacitet att hantera containerfartyg i kajens norra del (kaj 704-705). En panamax containerkran från Cargotec installerades 2008, med kapacitet upp till 65 ton under ok i twinlift mode. Från 2013 kan även projektlaster hanteras med denna kran, kapacitet upp till 50 ton med tunglyftsok.

### Bulkhamnen
Bulkhamnen är den allra sydligaste av Helsingborgs hamnar, belägen strax norr om badplatsen Råå vallar, i anknytning till stadsdelen Högasten. Hamnen består av två kajer och ägs av Kemira Kemi AB, vilka bemannades av Helsingborgs Hamn AB från 1991 fram till den 31 mars 2013. I Helsingborgs Bulkhamn hanteras främst bulkgods, men det finns även kapacitet och utrustning att handha annan verksamhet. Hamnen kan lagra 200 000 ton bulkgods och kan ta emot fartyg på upp till 35 000 ton i deplacement. Fram till 1990-talet hette denna hamn Kopparverkshamnen.

## Statistik

### Diagram
|  |  |  |  |  |  |  |

|  |  |  |  |  |  |

|  |  |  |  |  |  |

|  |  |  |  |  |  |

|  |  |  |  |  |  |

|  |  |  |  |  |  |

|  |  |  |  |  |  |

|  |  |  |  |  |  |

|  |  |  |  |  |  |

|  |  |  |  |  |  |

|  | Tågfärja |  | Bilfärja |  | Containrar |  | Styckegods |  | Bulk |  | Hyror |  | Lager |  | Bogser |